# Declieuxia
Declieuxia é um género botânico pertencente à família Rubiaceae.